# Девол (град)
Вижте пояснителната страница за други значения на Девол.
Дево̀л е средновековен град, важен административен, църковен и културен център в Първата българска държава. Градът е бил разположен край едноименната река в днешна Югоизточна Албания.

## Име и местонахождение
На старобългарски език името на града, областта и реката се изписва във формата Дѣволъ. Така остава в книжовния език до 1945 г. Известно е и в няколко гръцки варианта: Διάβολι, Δεβόλι и Ντεβόλι, с който днес най-често се обозначават реката и окръг в Албания. Епископ Михаил Деволски съобщава, че в началото на XII век, столетие след завладяването на България от византийците, град Девол е наричан още Селасфорос (в превод от гръцки: светлоносец, а на латински: Луцифер, едно от прозвищата на дявола). От това сведение някои извеждат произхода на името на село Звезда. Според Иван Дуйчев при преименуването на Девол византийците са се подвели за значението на името, а оригиналното название произхожда от времето на траките и илирите, населявали региона още преди заселването на славяните, и е сходно със споменатата от Птолемей Dibolia в Еордея.
Точното местонахождение на Девол е спорно. Според една от версиите градът е бил разположен до село Гостима в северното подножие на планината Томор (Мали Томорит). Други проучвания сочат, че градът се е намирал край горното течение на река Девол, североизточно от град Корча, в близост до село Звезда.

## По време на Първата българска държава
Смята се, че областта Девол е присъединена към България от кан Пресиян към 842-843 г. По времето на княз Борис I (852-889) град Девол е средище на административна област комитат, наричана в някои извори Кутмичевица. Тук се издига една от седемте големи църкви, издигнати от Борис в България след покръстването. За известен период управител на областта е комит Домета. През 886 г. Борис изпраща в Девол Климент Охридски, който превръща града в средище на книжовна школа, преместена впоследствие в Охрид (Охридска книжовна школа). През 893 г. просветителската дейност на Климент в Девол е поета от друг ученик на Кирил и Методий – Наум Охридски. През същата година е учредена Деволската епархия.
Предстоятел на епархията през 30-те години на X в. е Климентовият ученик Марко Деволски. По негова заръка е написано Първото житие на Свети Наум с автор друг Климентов ученик от Девол. Епархията просъществува по времето на цар Самуил (997-1014). Изказано е мнение, че Девол е първата Самуилова столица. След като завладява Охрид, през лятото на 1018 г. византийският император Василий II използва Девол като база за действия срещу установилите се в Томор предводители на българската съпротива Пресиян и Ивац.

## Във Византия
Василий II премахва Деволската епархия и я присъединява към Костурската. Тази промяна е временна, защото са известни двама епископи на Девол от по-късен етап на византийското владичество. Един от тях е Михаил Деволски, комуто се приписва авторството на редица ценни за съвременната историография добавки към хрониката на Йоан Скилица за българо-византийските отношения. През 1072 г., в хода на въстанието на Георги Войтех, Девол е превзет за кратко от зетския войвода Петрила, който воюва на страната на българските въстаници. При управлението на византийския император Алексий I Комнин (1081-1118) Девол е опора на императора в бойните действия срещу норманите на Робер Гискар и Боемунд. През септември 1108 г. Алексий сключва мирно споразумение с Боемунд, известно като Деволски договор. Това примирие слага край на последните кръстоносни напъни на Първия кръстоносен поход и на всички домогвания на Боемунд Антиохийски до византийската корона.

## През късното Средновековие
След Клокотнишката битка (1230 г.) Девол е завладян от цар Иван Асен II и става център на административна област (земя, на гръцки: хо̀ра) в Търновското царство. Непосредствено след смъртта на цар Коломан I Асен през 1246 г. югозападните български владения са превзети от епирския деспот Михаил II. Девол е в района на бойните действия при последвалите войни между Епирското деспотство и Никейската империя. На два пъти – през 1254 и 1259 г., градът е завладяван от никейски войски. През 30-те и 40-те години на XIV в. управляващата сръбска династия на Неманичите разширява своята държава за сметка на Византия с цяла Македония, Албания (в т. ч. и Девол), Епир, Тесалия, Етолия и Акарнания.  На 20 декември 1355 г. край Девол умира цар Стефан Душан .

## Галерия
- Представа за местонахождението на Девол (Deabolis) на автор от първата половина на XIX в.[25]
- Границите на Деволския комитат през IX-X в. (1.) и на Големия и Малкия Девол през XI-XII в. (2.)[26]
- Границите на българската държава в района на Девол при царуването на Калоян (2.) и Борил (1.)[27]